# Cienfuegosia yucatanensis
Cienfuegosia yucatanensis är en malvaväxtart som beskrevs av Charles Frederick Millspaugh. Cienfuegosia yucatanensis ingår i släktet Cienfuegosia och familjen malvaväxter. Inga underarter finns listade i Catalogue of Life.